# Ester y Mardoqueo
Ester y Mardoqueo es un cuadro del pintor Arent de Gelder, realizado en 1685, que se encuentra en el Museo de Bellas Artes de Budapest, Hungría.
Arent de Gelder, discípulo de Rembrandt, pinta una escena bíblica en la que se narra la petición que hace Mardoqueo a su prima Ester para que interceda en la salvación de su pueblo, los judíos, amenazados de exterminio, según detalla el Libro de Ester.
La influencia de Rembrandt en este cuadro se percibe en el uso del claroscuro, los colores y la riqueza de detalles en los trajes.
El autor tiene varios cuadros con su temática en torno a este episodio bíblico.